# Solomon Warriors FC
Der Solomon Warriors FC ist ein Fußballverein von den Salomonen. Er spielt in der Telekom S-League. Er war zuvor unter dem Namen Uncles FC, sowie Wantoks, bekannt.

## Geschichte
Der Verein wurde 1981 unter dem Namen Uncles FC gegründet. Zu der Saison 2009/10 benannte sich das Team in Solomon Warriors FC um. In der Saison 2011/12 gewann der Verein seine erste nationale Meisterschaft. Auch in der folgenden Saison belegten sie am Ende den ersten Platz.
Den größten internationalen Erfolg feierte der Verein durch den Gewinn des Melanesian Super Cup 2014 und 2015.

## Erfolge

### Nationale Titel
- Telekom S-League (7): 2011/12, 2013/14, 2017/18, 2018, 2019/20, 2022/23, 2023

### Internationale Titel
- Melanesian Super Cup (2): 2014, 2015